# Острий потік
Острий потік (словац. Ostrý potok) — річка; права притока Требелі, протікає в окрузі Кошиці-околиця.
Довжина приблизно 3.5-4.0 км. Витік знаходиться в масиві Солоні гори (геоморфологічна підодиниця Міліч — схил Сухої гори) на висоті приблизно 425—430 метрів.
Протікає територією села Калша.[неавторитетне джерело] Впадає в Требелю на висоті приблизно 195—200 метрів.